# Live “CLASSICS”
『Live “CLASSICS”』（ライヴ・クラシックス）は、日本のロックミュージシャンである柳ジョージが、1995年9月21日にMCAビクターからリリースした2枚目のライヴ・アルバムである。

## 解説
1989年に発売された『WILLOW'S GATE TOUR』以来約6年ぶりとなるライヴ・アルバムで、1995年に行われたコンサートツアー『GEORGE YANAGI Concert Tour'95 Live “CLASSICS”』の神奈川公演（神奈川県民ホール、6月14日）と、東京公演（東京厚生年金会館、6月26日）の模様を収録されている。

## 批評
| 専門評論家によるレビュー | 専門評論家によるレビュー |
| レビュー・スコア         | レビュー・スコア         |
| 出典                     | 評価                     |
| ------------------------ | ------------------------ |
| CDジャーナル             | 肯定的                   |

CDジャーナルは、「後藤次利をはじめとする実力派ぞろいのメンバーによって、懐かしい楽曲も演奏される。ほどよい熱とテンションが、ベテランの味わいとともに伝わってくる」と肯定的に評価している。

## 収録曲
| 全編曲: 後藤次利 & 田原音彦。 |                                                       |                      |                |       |
| #                             | タイトル                                              | 作詞                 | 作曲           | 時間  |
| 1.                            | 「雨に泣いてる」(WEEPING IN THE RAIN)                 | 柳ジョージ           | 柳ジョージ     | 4:39  |
| 2.                            | 「SENTIMENTAL NIGHT」                                 | トシ・スミカワ       | 増田俊郎       | 5:27  |
| 3.                            | 「YOKOHAMA'66」                                       | トシ・スミカワ       | 金田一郎       | 4:52  |
| 4.                            | 「FENCEの向こうのアメリカ」(AMERICA ACROSS THE FENCE) | トシ・スミカワ       | 石井清登       | 3:31  |
| 5.                            | 「青い瞳のステラ、1962年 夏…」(STELLA, 1962, SUMMER…) | 水甫杜司             | 上綱克彦       | 6:01  |
| 6.                            | 「HEAVY RAINからもう一度」(HEAVY RAIN KARA MOUICHIDO) | 工藤哲雄             | 後藤次利       | 6:58  |
| 7.                            | 「GIVE SOME LOVE」                                    | 柳ジョージ           | 柳ジョージ     | 5:39  |
| 8.                            | 「GOT MY LOVIN'」                                     | 工藤哲雄             | 久保田利伸     | 4:20  |
| 9.                            | 「A CHANGE IS GONNA COME」                            | S.Cooke              | S.Cooke        | 5:20  |
| 10.                           | 「FOR YOUR LOVE」                                     | トシ・スミカワ       | 鈴木キサブロー | 4:06  |
| 11.                           | 「星空の南十字星」(DARLING I NEED YOUR LOVING)        | 水甫杜司・柳ジョージ | 柳ジョージ     | 5:10  |
| 12.                           | 「微笑の法則 〜スマイル・オン・ミー〜」(SMILE ON ME)  | 柳ジョージ           | 柳ジョージ     | 2:49  |
| 13.                           | 「酔って候」(YOTTE SOUROU)                            | 柳ジョージ           | 柳ジョージ     | 3:40  |
| 14.                           | 「夢を追いこして」(YUME WO OIKOSITE)                  | IBIZA                | 筒美京平       | 4:50  |
| 合計時間:                     | 合計時間:                                             | 合計時間:            | 合計時間:      | 67:22 |

## 楽曲解説
1. 雨に泣いてる
  - 柳ジョージ&レイニーウッドの4thシングル。
2. SENTIMENTAL NIGHT
  - 4thアルバム『TOBACCO ROAD』収録曲。
3. YOKOHAMA'66
  - 17thシングル。
4. FENCEの向こうのアメリカ
  - 柳ジョージ&レイニーウッドの6thシングル「微笑の法則 〜スマイル・オン・ミー〜」のカップリング曲。
5. 青い瞳のステラ、1962年 夏…
  - 柳ジョージ&レイニーウッドの8thシングル。
6. HEAVY RAINからもう一度
  - 12thアルバム『STORAGE』収録曲。
7. GIVE SOME LOVE
  - 20thシングル「夢を追いこして」のカップリング曲。
8. GOT MY LOVIN'
  - 12thアルバム『STORAGE』収録曲。
9. A CHANGE IS GONNA COME
  - 1964年にサム・クックが発表した楽曲のカヴァー。
10. FOR YOUR LOVE
  - 8thシングル。
11. 星空の南十字星
  - ソロデビューシングル。
12. 微笑の法則 〜スマイル・オン・ミー〜
  - 柳ジョージ&レイニーウッドの6thシングル。
13. 酔って候
  - 柳ジョージ&レイニーウッドの2ndシングル。
14. 夢を追いこして
  - 20thシングル。

## 参加ミュージシャン
- Vocals & Guitars : 柳ジョージ
- Drums : 江口信夫
- Vocals & Guitars : 浅野“BUTCHER”祥之
- Keyboards & Vocals : 田原音彦
- Vocals : 遠藤ケロ
- Bass : 後藤次利